# Ariadna caerulea
Ariadna caerulea är en spindelart som beskrevs av Eugen von Keyserling 1877. Ariadna caerulea ingår i släktet Ariadna och familjen sexögonspindlar. Inga underarter finns listade i Catalogue of Life.